# Cestius triradiatus
Cestius triradiatus är en insektsart som beskrevs av Ahmed, M. och Sultana 1994. Cestius triradiatus ingår i släktet Cestius och familjen dvärgstritar. Inga underarter finns listade i Catalogue of Life.